# 倭文神社
倭文神社（しとり、しずり、しどり、しとおり）は、｢倭文」を社名に持つ神社。
いずれも機織の神である建葉槌命（タケハツチ。天羽雷命・天羽槌雄・武羽槌雄などとも）と棚機姫命（たなばたひめ。天之八千千比売・天衣織女などとも）を祀る神社で、建葉槌命を祖神とする倭文氏によって祀られたものである。その本源は、葛木倭文坐天羽雷命神社（奈良県葛城市）とされている。しかし、絹織物の技術は仁徳天皇により導入振興されたとされるも、崇神天皇期にその創始を唱える倭文神社もあり、日本（倭）においていつ頃どこで絹織物が発達したかを考えるうえで、この神社のある場所や由緒は貴重な資料といえる。
また、2016年公開の映画「君の名は｡」の中に出てくる宮水神社も倭文神建葉槌命を祀っている設定である。

## 主な倭文神社
延喜式神名帳には、以下の社名が見える。
- 上野国那波郡倭文郷　倭文神社 （群馬県伊勢崎市東上之宮町）
- 常陸国久慈郡　静神社 （茨城県那珂市静）
- 甲斐国巨摩郡　倭文神社 （山梨県韮崎市穂坂町宮久保）
- 駿河国富士郡　倭文神社 （静岡県富士宮市星山）
- 伊豆国田方郡　倭文神社　– 鍬戸神社（静岡県三島市）ほか論社複数
- 伊勢国鈴鹿郡　倭文神社　– 加佐登神社（三重県鈴鹿市）に合祀
- 丹後国加佐郡　倭文神社 （京都府舞鶴市今田）
- 丹後国与謝郡　倭文神社 （京都府与謝郡与謝野町三河内）
- 但馬郡朝来郡　倭文神社 （兵庫県朝来市生野町円山）
- 因幡国高草郡　倭文神社 （鳥取県鳥取市倭文）
- 伯耆国河村郡　倭文神社 （鳥取県東伯郡湯梨浜町宮内）
- 伯耆国久米郡　倭文神社 （鳥取県倉吉市志津）

他に、以下の倭文神社も著名である。
- 倭文神社 （岩手県遠野市土淵町）
- 倭文神社 （奈良県奈良市西九条町）
- 美作国久米郡倭文郷　倭文神社 （岡山県津山市油木北）
- 淡路国三原郡倭文郷　倭文神社 （兵庫県南あわじ市倭文委文）

また、大甕神社（茨城県日立市）にも武葉槌命が祀られている。同じく、石井神社（茨城県笠間市）にも武葉槌命が祀られ、南方には御手洗という巨石が存在する。